# Rummu, Lääne-Harju kommun
Rummu är en småköping (estniska: alevik) i  Lääne-Harju kommun i landskapet Harjumaa i nordvästra Estland.